# 李·伯恩
李·伯恩（英語：Lee Byrne，1980年6月1日—），威爾斯男子橄欖球運動員。他是威爾斯國家橄欖球隊的一員，代表威爾斯參加了2011年世界盃橄欖球賽。